# Meridiano 45 oeste
El meridiano 45 oeste de Greenwich es una línea de longitud que se extiende desde el Polo Norte atravesando el Océano Ártico, Groenlandia, el Océano Atlántico, América del Sur, el Océano Antártico y la Antártida hasta el Polo Sur.
En Groenlandia el meridiano define las fronteras de los municipios de Qaasuitsup y Qeqqata con el municipio de Sermersooq y el parque nacional del noreste de Groenlandia.
El meridiano 45° oeste forma un gran círculo con el meridiano 135 este, y es el meridiano de referencia para la zona horaria UTC-3..

## De Polo a Polo
Comenzando en el Polo Norte y dirigiéndose hacia el Polo Sur, el meridiano 55 oeste pasa a través de:
| Coordenadas                       | País, territorio o mar | Notas |
| --------------------------------- | ---------------------- | --- |
| 90°0′N 45°0′O / 90.000, -45.000   | Océano Ártico          | |
| 83°41′N 45°0′O / 83.683, -45.000  | Mar de Lincoln         | |
| 83°8′N 45°0′O / 83.133, -45.000   | Groenlandia            | |
| 82°51′N 45°0′O / 82.850, -45.000  | Fiordo de J.P. Koch    | |
| 82°46′N 45°0′O / 82.767, -45.000  | Groenlandia            | |
| 82°36′N 45°0′O / 82.600, -45.000  | Fiordo de Nordenskiöld | |
| 82°31′N 45°0′O / 82.517, -45.000  | Groenlandia            | Isla de Nares |
| 82°3′N 45°0′O / 82.050, -45.000   | Fiordo de Victoria     | |
| 81°46′N 45°0′O / 81.767, -45.000  | Groenlandia            | |
| 60°5′N 45°0′O / 60.083, -45.000   | Océano Atlántico       | |
| 1°17′S 45°0′O / -1.283, -45.000   | Brasil                 | Maranhão — Isla Mirinzal |
| 1°24′S 45°0′O / -1.400, -45.000   | Océano Atlántico       | |
| 1°30′S 45°0′O / -1.500, -45.000   | Brasil                 | Maranhão Piauí — desde 7°29′S 45°0′O / -7.483, -45.000 Bahia — desde 10°54′S 45°0′O / -10.900, -45.000 Minas Gerais — desde 14°40′S 45°0′O / -14.667, -45.000 São Paulo — desde 22°27′S 45°0′O / -22.450, -45.000 |
| 23°24′S 45°0′O / -23.400, -45.000 | Océano Atlántico       | |
| 60°0′S 45°0′O / -60.000, -45.000  | Océano Antártico       | |
| 60°40′S 45°0′O / -60.667, -45.000 | Islas Orcadas del Sur  | Isla Powell — Territorio reclamado por Argentina y Reino Unido |
| 60°43′S 45°0′O / -60.717, -45.000 | Océano Antártico       | |
| 78°15′S 45°0′O / -78.250, -45.000 | Antártida              | Territorio reclamado por Argentina y Reino Unido |